# Cheilotrichia fully
Cheilotrichia fully är en tvåvingeart som beskrevs av Podenas och Geiger 2001. Cheilotrichia fully ingår i släktet Cheilotrichia och familjen småharkrankar.
Artens utbredningsområde är Schweiz. Inga underarter finns listade i Catalogue of Life.